# Siegmund Gerhard Seybold
Siegmund Gerhard Seybold (n. 1939 ) es un botánico bibliotecario alemán. Desarrolló gran parte de su actividad científica en el Museo Botánico de Berlín.
En relación con el famoso "Diccionario de bolsillo de nombres de plantas", Handwörterbuch der Pflanzennamen de Zander (769 pp. ISBN 3-8001-5042-5), realizó extensas contribuciones a partir de la 10.ª edición en cooperación con Encke.

## Otras publicaciones
- Küstner, W; SG Seybold, O Sebald. 1990. Heilpflanzen Kamille, Knoblauch, Baldrian... Arzneimittel der natur. Ed. Tübingen, Gulde Druck
- Sebald, O; SG Seybold, G Philippi, G Gottschlich, D Lange. 1996. Die Farn- und Blütenpflanzen Baden-Württembergs, 8 vols. Vol. 6, Spezieller Teil (Spermatophyta, Unterklasse Asteridae). Ed. Ulmer (Eugen). 577 pp. ISBN 3-8001-3343-1
- Sebald, O; SG Seybold, G Philippi. 1998. Die Farn- und Blütenpflanzen Baden-Württembergs. Ed. Ulmer (Eugen). ISBN 3-8001-3366-0
- Koltzenburg, M (autor); G Zauner (autor), SG Seybold (ed.) 2002. Schmeil- Fitschen interaktiv. CD- ROM. ISBN 3-494-01298-9

- La abreviatura «Seybold» se emplea para indicar a Siegmund Gerhard Seybold como autoridad en la descripción y clasificación científica de los vegetales.[1]